# روگنتین (میروو)
روگنتین (به آلمانی: Roggentin) یک منطقهٔ مسکونی در آلمان است که در میرو واقع شده‌است. روگنتین ۶۱۸ نفر جمعیت دارد.